# Combretum collinum
Combretum collinum is een plantensoort uit de familie Combretaceae. Het is een bladverliezende struik of kleine boom die een hoogte bereikt tussen 4 en 18 meter. De bast levert een gom op, die eetbaar is. De boom heeft opvallend hangende bladeren. De soort staat op de Rode Lijst van de IUCN geklasseerd als 'niet bedreigd'.
De soort komt voor in tropisch Afrika, van Senegal in het westen tot Somalië in het oosten en verder zuidwaarts tot in Namibië. Hij groeit daar in savannes en open boslanden.
De plant wordt uit het wild geoogst voor lokaal gebruik van de gom, voor medicinale toepassingen en hout. De gom, in Noord-Nigeria taramniya geheten, wordt gebruikt om kiespijn te genezen. De bladeren worden gebruikt als laxeermiddel en de wortels worden gekookt. Dit afkooksel wordt warm gedronken om dysenterie en slangenbeten te behandelen. Het hout wordt gebruikt voor wagenbouw, kano's en gereedschapsstelen.